# Adrian Bingner

Adrian Bingner

Adrian Bingner (* 26. September 1830 in Karlsruhe; † 8. Mai  1902 in Leipzig) war Senatspräsident des II. Zivilsenats des Reichsgerichts.

## Leben
Er studierte in Heidelberg und Berlin Rechtswissenschaft und promovierte an der Universität Heidelberg. In seiner Studienzeit bereiste er die Gerichte in Paris. Damals galt in Baden das badische Landrecht, ein Klon des Code civil. Er trat in den badischen Justizdienst ein und wurde 1861 Amtsrichter in Heidelberg. 1864 wurde er Staatsanwalt am Kreis- und Hofgericht Karlsruhe. 1865 wurde er Ministerialrat im Justizministerium. Er gehörte vor 1866 zu den Anhängern der kleindeutschen Lösung um Mathy.
Im Ministerium war er für die Umsetzung reichsweiten Rechts nach der Reichsgründung verantwortlich, wie der Ausarbeitung des badischen Einführungsgesetzes zum neuen Reichsstrafgesetzbuch, oder dem Gesetz über „die Einführung der Reichsjustizgesetze über Gerichtsverfassung, Civilprozeß, Konkurs und Strafprozeß im Großherzogtum Baden betreffend“. Es war sein umstrittener Vorschlag, nur ein badisches Oberlandesgericht, das Oberlandesgericht Karlsruhe, zu errichten. er war auch Mitglied der Bundesratskommission für Strafprozess und Gerichtsverfassung. Er gehörte dem neugegründeten Reichsgericht 1879 bis zu seinem Tod 1902 an. Als Senatspräsident des II. Zivilsenats war er entscheidend für die Entwicklung des rheinisch-französischen Rechts, zu dem auch das Badische Landrecht gehört.
1899 bekam er das Großkreuz des Ordens vom Zähringer Löwen verliehen. Seiner Meinung der strengen Differenztheorie schloss sich der Senat in der „Petroleum“-Entscheidung an.

## Mitgliedschaften
- Mitglied des Ständigen Haager Schiedsgerichtshofes.
- Mitglied des badischen Frauenvereins
- Mitglied der Stadtverordnetenversammlung Karlsruhe.

## Schriften
- Literatur über das Großherzogthum Baden in allen seinen staatlichen Beziehungen. Karlsruhe 1854.
- Das badische Strafgesetzbuch in seiner jetzt geltenden Fassung nebst der Einführungsedikte, und den sonstigen dasselbe ergänzenden Gesetzen und Verordnungen, sowie der Bestimmungen über Presse, Vereine, Versammlungen. Karlsruhe 1864.
- Badisches Strafrecht. Heidelberg 1872.
- Das badische Einführungsgesetz zu den Reichsjustizgesetzen. Heidelberg 1879.
- Civilrecht, Badisches Civilgesetzbuch (Landrecht) nebst Ergänzungen. Mannheim/Straßburg 1879.